# Лазарчук (хутор)
Лазарчук — хутор в Отрадненском районе Краснодарского края.
Входит в состав Удобненского сельского поселения.

## География
Хутор расположен на левом берегу Урупа, напротив центра поселения — станицы Удобной.

## Население
| 2002 | 2010 |
| ---- | ---- |
| 241  | →241 |

- ул. Родниковская,
- ул. Урупская,
- ул. Цветочная,
- ул. Механизаторов.